# Divorce (film)
Pour les articles homonymes, voir Divorce (homonymie).
Pour plus de détails, voir Fiche technique et Distribution.
Divorce (Rozwodnicy) est un film polonais réalisé par Michal Chacinski et Radoslaw Drabik, sorti en 2024.

## Synopsis
Un couple séparé depuis plus de vingt ans cherche à faire annuler leur bref mariage par l'Église catholique.

## Fiche technique
- Titre : Divorce
- Titre original : Rozwodnicy
- Réalisation : Michal Chacinski et Radoslaw Drabik
- Scénario : Michal Chacinski et Lukasz Swiatowiec
- Musique : Lukasz Targosz
- Photographie : Mateusz Pastewka
- Montage : Magdalena Chowanska
- Production : Radoslaw Drabik
- Pays :  Pologne
- Genre : Comédie dramatique
- Durée : 91 minutes
- Dates de sortie : 
  - Netflix : 25 septembre 2024

## Distribution
- Magdalena Poplawska : Malgosia Kubiak
- Wojciech Mecwaldowski : Jacek Niedbalski
- Tomasz Schuchardt : Andrzej Kubiak
- Oliwia Drabik : Ala
- Michalina Labacz : Monika
- Aleksandra Grabowska : Ilona Niedbalska
- Michal Pawlik : le prêtre Tomek
- Szymon Kusmider : le prêtre Marian
- Dorota Piasecka : Krystyna
- Artur Kozlowski : Filip
- Stanislaw Cywka : Tomek
- Michal Majnicz : Piotr
- Jakub Wieczorek : Waldek Miszczyk
- Adam Cywka : le prêtre Przemyslaw Niesforczak
- Karolina Tomaszewska : la notaire Aniela Milkowska

## Accueil
Maurizio Encari pour Movieplayer.it évoque un film « simple » et « parfois hilarant ».